# 广嗣桥
广嗣桥又名退戌戊桥，是一座花岗石单孔拱桥，位于中国江苏省常熟市城区小东门外，南北走向，跨莲墩浜（连灯浜）。始建于明，清乾隆三十九年（1774）薛苞九重建。1919年钱宗瀚募资修缮。长25.6米，高6.3米。桥联为“半轮皎月锁寒烟、百尺长虹横雪痕”、“东延沧海暮澜回，西挹虞山朝气爽”。1982年11月17日，广嗣桥公布为常熟市文物保护单位
。